# Припущення (програмування)
Припущення (англ. Assertion) (варіанти перекладу терміна: твердження, пересвідчення) в програмуванні — конструкція в мові програмування яка описує певне припущення щодо властивостей змінних або стану програми. Це припущення зазвичай повинне бути істинним. Більшість мов програмування використовують ці припущення для перевірки таких коректності даних і виконання, а деякі використовують їх для документування. Якщо припущення не виконується, це може вказувати на наявність помилки в програмі.

## Рекомендоване застосування

### Припущення та перевірка помилок
Важливо розрізняти помилки алгоритмів програми та помилки, які виникають під час виконання програми:
1. Помилка програми є дефектом, має ніколи не виникати.
2. Помилка часу виконання програми, цілком імовірно може виникнути будь-коли під час роботи програми.

Припущення не є способом обробки помилок часу виконання. Наприклад, застосування припущень для обробки введених користувачем даних є прикладом поганої розробки.
Ця конструкція може використовуватись для перевірки того, що припущення, зроблене програмістом, залишається вірним і під час роботи програми. Приклад такого застосування наведено в наступному тексті програми на мові Java:
```
  
int
 
total
 
=
 
countNumberOfUsers
();

  
if
 
(
total
 
%
 
2
 
==
 
0
)
 
{

      
// total парне

  
}
 
else
 
{

      
// total не парне

      
assert
(
total
 
%
 
2
 
==
 
1
);

  
}

```

В мові програмування Java, «%» є оператором обчислення залишку від ділення (а не модуля) — у випадку, якщо перший його операнд від'ємний, результат також може бути від'ємним. В цьому прикладі, програміст зробив припущення, що кількість користувачів завжди не від'ємна, і залишок від ділення на 2 завжди дорівнюватиме 0 або 1. Твердження робить це припущення явним — якщо метод countNumberOfUsers поверне від'ємне число, це свідчитиме про дефект програми.
Іноді, твердження ставлять в ті частини коду, які вважаються недосяжними. Наприклад, твердження можуть ставитись в частину default вислову switch в програмах на мовах C, C++, та Java. Про випадки, які програміст навмисно залишив не обробленими, буде одразу повідомлено.
Основною перевагою такого підходу є те, що у випадку, коли помилка таки дійсно виникає, вона виявляється одразу ж, замість того, аби виплисти згодом у геть іншій ділянці коду. Через те, що повідомлення про хибність твердження містить вказівку на місце в коді програми, воно може значно полегшити пошук дефектів без відладки всієї програми.